# Hitomi (doppiatrice)
Hitomi (ひと美?; prefettura di Osaka, 15 febbraio 1967) è una doppiatrice giapponese di anime e videogiochi.
È anche nota con lo pseudonimo di Minami Hokuto (北都南?, Hokuto Minami).

## Doppiaggio

### Anime
- Kimi ga nozomu eien (2003): Fumio Hoshino
- Triangle Heart: Sweet Songs Forever (2003): Nanoha Takamachi
- Akane Maniax (2004):  Miki Tamase
- Burst Angel (2004): Mika
- Maple Colors (2004): Mirai Aoi
- Ane to boin (2005): Ringo Hanamaru / Anne Hanamaru
- Shuffle! (2005): Primula
- Koihime musō (2008): Sonshōkō
- Shojo sect - Innocent lovers (2008): Shinobu Handa
- 15 bishōjō hyōryuuki (2009): Nanashi
- Carnival Phantasm (2011): Akiha Tōno
- Da Capo III (2013): Sakura Yoshino

### Videogiochi
- Moonlight Syndrome (1997): Rumi Tohba
- Crescendo (2001): Kaori Shito
- Kimi ga nozomu eien (2001): Fumio Hoshino
- Akane Maniax (2002):  Miki Tamase
- D.C.: Da capo (2002): Sakura Yoshino / Kanako Saeki
- Melty Blood (2002): Akiha Tohno
- Maple Colors (2003): Mirai Aoi
- Muv-Luv (2003): Miki Tamase
- Ane to boin (2004): Ringo Hanamaru / Anne Hanamaru
- Shuffle! (2004): Primula
- Melty Blood Re-ACT (2004): Akiha Tohno
- Graffiti Kingdom (2004): Tablet, Regina, Prick Bird
- Hanachirasu (2005): Kaigen Ishima
- Melty Blood Act Cadenza (2005): Akiha Tohno
- Da Capo II (2006): Sakura Yoshino
- Kono aozora ni yakusoku o (2006): Shizu Fujimura
- Koihime musō (2007): Sonshōkō
- Resort Boin (2007): Maya Koromogae
- Melty Blood Actress Again (2008): Akiha Tohno
- Full Metal Daemon: Muramasa (2009): Ritsu Kazama, Funa
- Da Capo III (2012): Sakura Yoshino
- Eiyuu Senki: The World Conquest (2012): Sun Tzu / Gawain
- Nitroplus Blasterz: Heroines Infinite Duel (2015): Kaigen Ishima
- Da Capo 4 (2019): Cheshi